# Eulalia myriacyclum
Eulalia myriacyclum är en ringmaskart som först beskrevs av Schmarda 1861.  Eulalia myriacyclum ingår i släktet Eulalia och familjen Phyllodocidae. Inga underarter finns listade i Catalogue of Life.